# 夏洛特維爾 (喬治亞州)
夏洛特維爾（英語：Charlotteville）是位於美國喬治亞州蒙哥馬利縣的一個非建制地區。該地的面積和人口皆未知。

## 地理
夏洛特維爾的座標為32°00′41″N 82°31′20″W / 32.01139°N 82.52222°W，而該地的平均海拔高度為71米（即233英尺）。